# Izobilny, Stavropol Krai
Bản mẫu:Other places3
Izobilny (tiếng Nga: Изоби́льный) is a thị trấn and the trung tâm hành chính of Quận Izobilnensky tại Stavropol Krai, Nga, cách 54 kilômét (34 mi) về phía tây bắc Stavropol, trung tâm hành chính của krai. Population: 40,555 (Điều tra dân số 2010); 38,926 (Điều tra dân số 2002); 32,905 (Điều tra dân số năm 1989).
Izobilny trước đây được gọi là Izobilnoye (cho đến năm 1965).
Được thành lập vào năm 1895 do việc xây dựng một tuyến đường sắt và được biết đến từ năm 1935 đến năm 1965 với tên gọi Izobilnoye ({{lang|ru|ИИобоби đã được cấp tình trạng thị trấn và được đặt tên hiện tại vào năm 1965.Bản mẫu:Trích dẫn cần thiết

## Hành chính và thành phố
Within the framework of administrative divisions, Izobilny serves as the administrative center of Izobilnensky District. As an administrative division, it is incorporated within Izobilnensky District as the Town of Izobilny. As a municipal division, the Town of Izobilny is incorporated within Izobilnensky Municipal District as Izobilny Urban Settlement.